# Космовська Марина Львівна

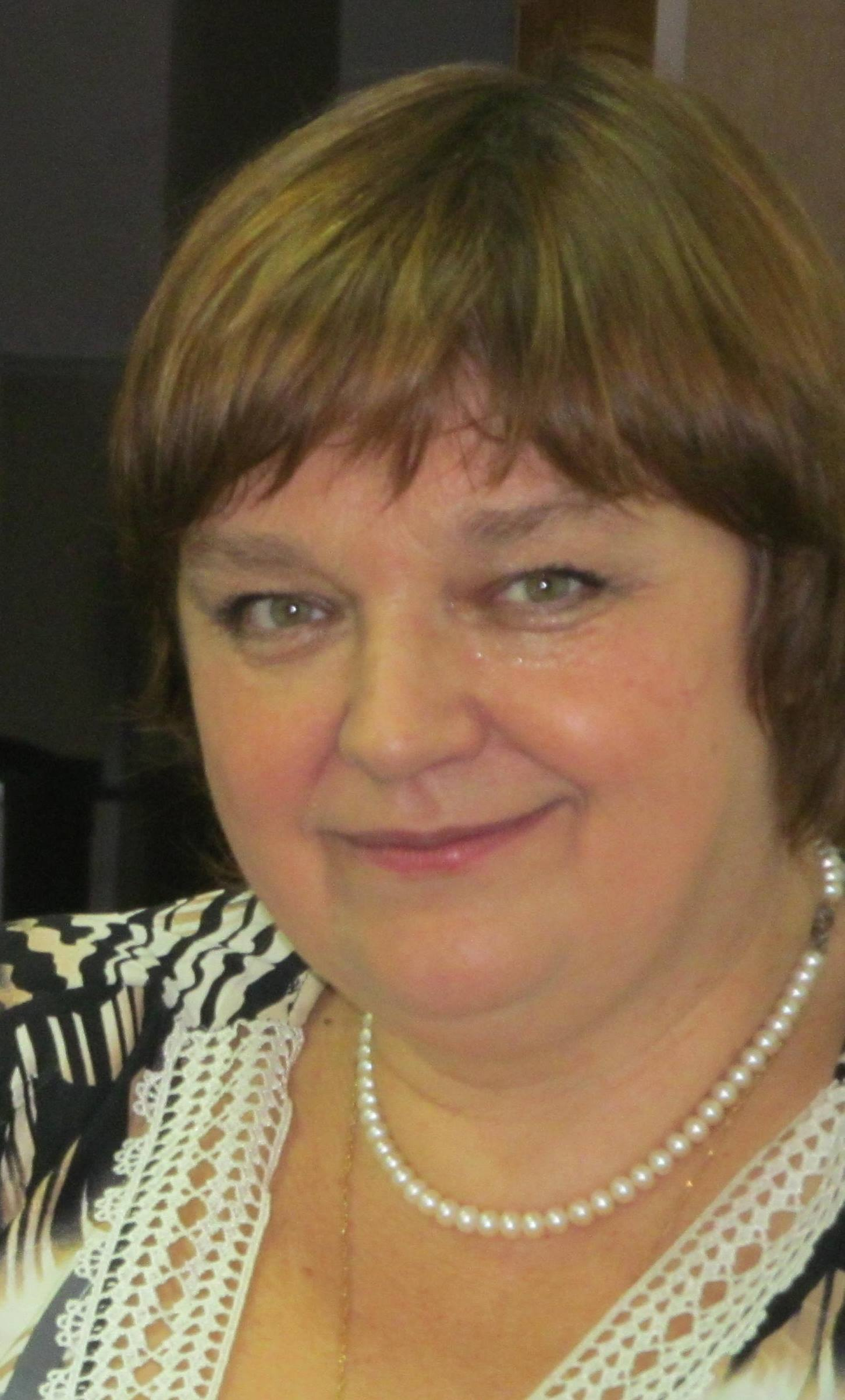
М. Космовська (2013, фото Г.Ганзбурга)

Марина Львівна Космовська (нар. 28 червня 1956, Купавна, Московської обл.) — радянський та російський музикознавець, педагог. Доктор мистецтвознавства. Професор Курського державного університету. Біограф та публікатор творчої спадщини М. Фіндейзена.

## Біографічні відомості
У 1977 закінчила історико-теоретичне відділення Курського музичного училища.
В 1983 закінчила теоретико-композиторський факультет Казанської консерваторії.
Викладала у музичних школах м. Курська та с. Золотухине Курської обл., у Курському педагогічному коледжі.
З 1983 викладає в Курському державному педагогічному інституті (нині Курський державний університет). З 1999 — професор, у 2000-2020 – завідувач кафедри методики викладання музики та образотворчого мистецтва (з 2017–2018 навчального року – кафедра музичного мистецтва та освіти, з 2018 – кафедра музичної освіти та виконавства) факультету мистецтв Курського державного педагогічного університету). З 2020 — головний науковий співробітник Науково-дослідної лабораторії музично-комп'ютерних технологій.
У 1990 захистила кандидатську дисертацію «М. Ф. Фіндейзен та його роль історії російської музичної критики».
В 1998 захистила докторську дисертацію «М. Ф. Фіндейзен. Культурно-історичне значення спадщини».
У 1993-2000 двічі на рік проводила авторський семінар у Ленінградському обласному інституті підвищення кваліфікації працівників освіти.
Під керівництвом М. Космовської захищено п'ять дисертацій на здобуття ступенів кандидата мистецтвознавства, історичних та філософських наук.

## Звання та відзнаки
- Кандидат мистецтвознанвства (1990).
- Доктор мистецтвознавства (1998).
- Член-кореспондент Міжнародної академії наук педагогічної освіти (2000).
- Академік Міжнародної академії наук педагогічної освіти (2002).
- Почесний працівник вищої професійної освіти (2014).

## Основні праці

### Книги
- Космовская М. Л. Наследие Н. Ф. Финдейзена. — Курск: Изд-во Курск. гос. ун-та, 1997. — 201 с.
- Космовская М. Л. История музыкальной культуры в наследии Н. Ф. Финдейзена. — Курск: Изд-во Курск. гос. ун-та, 2006. — 305 с.
- Финдейзен, Н. Ф. Дневники 1892-1901 / Расшифровка рукописи, исследование, комментирование, подготовка к публикации М. Л. Космовской.  — Санкт-Петербург : Дмитрий Буланин, 2004. — 428, [1] c., [7] л. фот..; ISBN 5-86007-431-X.
- Финдейзен Н. Ф. Дневники. 1902-1909 / вступ. статья, расшифровка рукописи, исслед., коммент., подгот. к публ. М. Л. Космовской. СПб.: Дмитрий Буланин, 2010. 392 с.
- Финдейзен, Н. Ф. Дневники. 1909-1914 / Вступительная статья, расшифровка рукописи, исследование, комментарии, подготовка к публикации М. Л. Космовской. - СПб. : «Дмитрий Буланин», 2013. - 376 с.
- Финдейзен Н. Ф. Дневники. 1915-1920 / Вступ. статья, расшифровка рукописи, исслед., коммент., подгот. к публ. М. Л. Космовской. - СПб.: «Дмитрий Буланин», 2016. - 576 с.
- Финдейзен Н.Ф. Дневники. 1920-1924. СПб. : «Дмитрий Буланин», 2021. -
- Финдейзен Н. Ф. Из моих воспоминаний: Рукописные памятники Российской национальной библиотеки. Вып. 8 / подгот. текста, вступ. статья и примеч. М. Л. Космовской. СПб.: РНБ, 2004. 352 с.

### Статті
- Космовская, М. Л. Дворец Шереметевых в судьбе И. Ф. Финдейзена: к 300-летию Фонтанного дома // Ученые записки Курского государственного университета: электронное издание - 2013. - № 1 (25). - С. 200-211.
- Космовская, М. Л. Реформы образования и музыкальное воспитание // Ученые записки Курского государственного университета: электронное издание. - 2014. - № 2 (30). - С. 135-140.
- Космовская, М. Л. Научный совет по проблемам истории музыкального образования: к вопросу деятельности общественного объединения // Музыковедение. - 2014. - № 4. - С. 67-70.
- Космовская, М. Л. История Первого Всероссийского конкурса исполнителей на классической гитаре в Курске // Ученые записки Курского государственного университета: электронное издание. - 2015. - № 3 (35). - С. 87-94.
- Космовская, М. Л. Научно-практическая деятельность факультета искусств Курского государственного университета по музицированию в общероссийском масштабе // Ученые записки Курского государственного университета: электронное издание. - 2015. - № 4 (36) - С. 84-96.
- Космовская, М. Л. Дневники Н. Ф. Финдейзена и материалы «Русской музыкальной газеты» о Первой мировой войне // Вопросы истории. - 2016. - № 3. - С. 69-89.
- Космовская, М. Л., Еремин, И. С.«Устная история» как регистрация фактов музыкальной культуры повседневности // Ученые записки Курского государственного университета: электронное издание. - 2017. - № 1 (41). - С. 72-78.
- Космовская. М. Л., Горлинская, С. Е. По итогам научно-исследовательской практики «Архивы русских музыкантов в центральных хранилищах России»: Москва, Клин, Санкт-Петербург // Гуманитарная наука - региону: сб. науч. тр. Вып. 1 / под ред. проф. Е. А. Когай. - Курск: изд-во Курск, гос. ун-та, 2012. - С. 97-108.
- Космовская, М. Л. И. Ф. Финдейзен и сотрудники его «Русской музыкальной газеты» о деятельности их современника - Александра Николаевича Скрябина // Ученые записки. Вып. 7. Кн. 1. - М.: Мемориальный музей А. Н. Скрябина, 2012.-С.250-266.
- Космовская, М. Л. Становление методологии музыкального краеведения как тенденция гуманитарного пространства России: от Н.Ф. Финдейзена - к современности // Искусствоведение в контексте других наук в России и за рубежом: параллели и взаимодействия. Сб. ст. по материалам Международной научной конференции 9-13 апреля 2013 года / под общей научной редакцией Я. И. Сушковой-Ириной и Г. Р. Консона - М.: Нобель-пресс, 2013. - С. 290-301.
- Космовская, М. Л. Итоги прошлого современности: к проблеме «воспитания новых людей» по И. И. Бецкому // Современное музыкальное образование - 2013: Материалы международной научнопрактической конференции - СПб.: Изд. РГПУ им. А. И. Герцена, 2013. - С. 12-16.
- Космовская, М. Л. Факультету искусств Курского государственного университета десять лет: предыстория создания // Музыка в провинции: традиции бытования и перспективы художественного образования: материалы всероссийской (с международным участием) научнопрактической конференции / Гл. ред. М. Л. Космовская. Отв. ред. В. А. Лаптева и Л. А. Ходыревская. - Курск: изд. Курск, гос. ун-та, 2014.-С. 113-117.
- Космовская, М. Л. Проблематика конференции в контексте современной музыкальной культуры (вместо предисловия) // Музыка в провинции: традиции бытования и перспективы художественного образования: материалы всероссийской (с международным участием) научно-практической конференции / Гл. ред. М. Л. Космовская. Отв. ред. В. А. Лаптева и Л. А. Ходыревская. - Курск: изд. Курск, гос. ун-та, 2014. -С. 8-16.
- Космовская, М. Л. Трансформация мышления интеллигенции в периоды исторических потрясений: по материалам дневников и «Русской музыкальной газеты» Н. Ф. Финдейзена 1914-1920-х годов // Искусствоведение в контексте других наук в России и за рубежом: параллели и взаимодействия: Сборник материалов Международной научной конференции 14—19 апреля 2014 года / ред.-сост. Я. И. Сушкова-Ирина, Г. Р. Консон - М.: Нобель-Пресс; Edinburgh, ГеппехСофога11оп, 2014. - С. 342-348.
- Космовская, М. Л. Возможности студенческой научной работы в сохранении фактов музыкальной культуры Курского края // Музыка в провинции: традиции бытования и перспективы художественного образования: материалы всероссийской (с международным участием) научно-практической конференции / Гл. ред. М. Л. Космовская. Отв. ред. В. А. Лаптева и Л. А. Ходыревская. - Курск: изд. Курск, гос. ун-та, 2014.-С. 137-144.
- Космовская, М. Л. Древний Киев как фундамент российской музыкальной культуры: в ракурсе трудов Н. Ф. Финдейзена // Музыка и музыкальное образование в Средневековой Руси: Материалы Всероссийского (с международным участием) симпозиума четвертой сессии Научного совета по проблемам истории музыкального образования - Курск-Пермь: изд. Курского гос. ун-та. Пермского гос. гуманит.-пед. ун-та, 2014.-С. 4-12.
- Космовская, М. Л. Валерий Гаврилин и Георгий Свиридов: взгляд из Курска // Гаврилин и новый век / ред-сост. М. В. Долгушина, И. Г. Райский. - Вологда: 00 0 Издательский дом Вологжанин, 2015. - С.90-98.
- Космовская, М. Л. Музицирование в прошлом и современности: по результатам конкурса-фестиваля 2015 года // Культура российской провинции: история и современность: сборник статей по материалам научной конференции / отв. ред. Г. А. Салтык. - Курск: Курск, гос. унт, 2016.-С. 179-185.